# Carlos Carmona (Fußballspieler)
Carlos Emilio Carmona Tello (* 21. Februar 1987 in Coquimbo) ist ein ehemaliger chilenischer Fußballspieler.

## Karriere

### Verein
Carmonas erster Profiverein war 2005 der chilenische Klub Coquimbo Unido. Beim Erstligisten etablierte er sich bereits mit 18 Jahren als Stammspieler. Nach drei Jahren kehrte er dem Verein im Jahr 2007 den Rücken und zog weiter zu Ligakonkurrent CD O’Higgins. Bei O’Higgins absolvierte er in der Saison 2008 16 Ligaspiele, in denen er drei Tore erzielte. Bereits im Juli 2008 wechselte Carmona ins Ausland, nach Italien, zu Reggina Calcio. Auch beim neuen Klub spielte er sich auf Anhieb in die Stammformation, konnte aber den Abstieg in die Serie B am Ende der Saison 2008/09 nicht verhindern. Im August 2010 unterzeichnete er bei Atalanta Bergamo einen auf vier Jahre befristeten Vertrag.
Im Februar 2017 wechselte Carmona zu Atlanta United und im Jahr darauf in seine Heimat zu CSD Colo-Colo. 2021 ging er zu seinem ersten Profiverein Coquimbo Unido zurück. Nach der Saison beendete Carmona seine Karriere.

### Nationalmannschaft
Bei der Junioren-Fußballweltmeisterschaft 2005 war er der jüngste Spieler im chilenischen Kader. Der zu dieser Zeit 18-Jährige kam bei diesem Turnier in zwei von vier Spielen seiner Mannschaft zum Einsatz. Zwei Jahre später führte er die chilenische Auswahl bei der Junioren-Fußballweltmeisterschaft als Kapitän auf dem Platz. Er erreichte mit seinem Team den dritten Platz und wirkte in allen Gruppenspielen sowie im Viertelfinale mit.
Für die chilenische Nationalelf debütierte er am 4. Juni 2008 beim Länderspiel gegen Guatemala. Seither ist der defensive Mittelfeldspieler aufgrund seiner Konditionsstärke und seinem großen Einsatzwillen nicht mehr aus der chilenischen Nationalelf wegzudenken. Bei der Qualifikation zur WM 2010 konnte er mit Chile einen hervorragenden zweiten Platz hinter Gruppensieger Brasilien erreichen. Nachdem er in der besagten Qualifikation in elf Spielen zum Einsatz gekommen war, wurde er im Mai 2010 in den Kader für die WM 2010 berufen.

## Erfolge
- Dritter Platz bei der Junioren-Fußballweltmeisterschaft 2007 (4 Einsätze, 1 Tor)